# Aïn Touila
Aïn Touila (em árabe: عين الطويلة) é uma cidade e comuna localizada na província de Khenchela, Argélia. Segundo o censo de 2008, a população total da cidade era de 19 500 habitantes.